# Ritratto di donna velata
Ritratto di donna velata è uno sceneggiato di genere giallo, diretto da Flaminio Bollini, con protagonisti Nino Castelnuovo e Daria Nicolodi, ambientato a Volterra.
Prodotto dalla Rai nel 1974 è andato in onda dal 31 agosto al 14 settembre 1975 in prima serata sul Programma Nazionale (l'odierna Rai 1) e riuscì a catturare una audience altissima, risultando uno dei programmi televisivi italiani più visti di quell'anno.
Per affinità di genere può essere accostato ad altri celebri sceneggiati gialli-fantastici prodotti dalla Rai in quel periodo quali A come Andromeda, ESP, Il fauno di marmo, Gamma e soprattutto Il segno del comando, con cui vi sono svariate similitudini.

## Trama
L'azione si svolge in Toscana, principalmente nella zona di Volterra, e vede il giovane pilota collaudatore Luigi Certaldo (Nino Castelnuovo) alle prese con una misteriosa studentessa universitaria, l'enigmatica Elisa (Daria Nicolodi, all'epoca molto nota dopo il successo del film Profondo rosso), la quale sembra essere la reincarnazione della misteriosa donna velata ritratta in un quadro del ʾ700.
Tra misteriose apparizioni, personaggi venuti dal passato, morti inspiegabili ed inquietanti coincidenze, il giovane si troverà coinvolto in un intricato mistero legato a un'urna funeraria che nasconde le indicazioni per trovare l'ingresso di una necropoli etrusca piena di tesori.

### Prima puntata
Luigi Certaldo, pilota collaudatore rimasto sospeso dal lavoro per un incidente, a Firenze rimane in panne con la macchina e si rivolge dapprima a un benzinaio e quindi a Romano, un meccanico, che gli presta dei soldi. Si reca a prendere miss Lewis, una turista inglese, e per la strada incappa in un gatto nero che decide di portare con sé. Arrivato a casa di Sergio, un suo amico avvocato, dove è in corso una festa, litiga con la turista inglese, che si era dimostrata subito riottosa, e lei decide di abbandonare la compagnia. Malgrado l'avviso ricevuto da una telefonata misteriosa, rimane affascinato da Elisa (che coccola il gatto nero da lui portato) una misteriosa ragazza, studentessa universitaria di geologia: la porta quindi a Volterra, dove si trova la villa della famiglia Certaldo, dove attualmente vive suo cugino Alberto, in quanto la ragazza deve svolgere delle ricerche per i suoi studi: durante il viaggio d'andata, Luigi ed Elisa s'imbattono nella figura di un misterioso uomo a cavallo che si dirige verso la loro macchina per poi sparire misteriosamente; quindi, giunti a villa Certaldo, Elisa sostiene di essere già stata in quella casa. Arrivati in un'osteria incontrano Mercani, che si qualifica studioso di leggende, il quale racconta la storia di Giacomo Certaldo, antenato di Luigi, un negromante vissuto alla fine del Settecento, che viveva asserragliato nella sua villa in compagnia di una giovane donna. Costui aveva scoperto una necropoli etrusca, ma i due erano scomparsi in circostanze misteriose; si dice che il fantasma di Giacomo Certaldo si aggiri ancora attorno alla villa. Elisa sviene non appena si accorge che Alberto Certaldo è molto somigliante al ritratto di Giacomo Certaldo, posto sopra un camino, messo accanto a un ritratto di donna velata che un'altra studentessa, Sandra, aveva spostato da un'altra parte per studiarlo meglio.

### Seconda puntata
La mattina seguente, durante una passeggiata agli scavi etruschi, Luigi ed Elisa incontrano Fosco, un tombarolo ossessionato dalla ricerca di una necropoli etrusca. Una notte il fantasma di Giacomo Certaldo appare a Luigi, che alla sua vista fugge terrorizzato. Alberto Certaldo, sospettoso, intima a Luigi di lasciare la casa; il collaudatore vorrebbe portare con sé Elisa, ma lei rifiuta di seguirlo. L'archeologa Sandra, dopo aver liberato del velo il ritratto di donna posto accanto a quello di Giacomo Certaldo, scopre che è somigliante a Elisa, e mostra a Luigi un'urna ornata da un fregio apocrifo della fine del Settecento; manca l'altra metà dell'urna. A Volterra, nel frattempo, Fosco precipita dalle balze, mentre un ragazzo medium che parla con la voce da vecchio dice a Luigi di recarsi alla casa rossa sulla costa toscana. Luigi ci arriva grazie all'indicazione di un giovane al quale ha dato un passaggio in macchina. Nella casa rossa incontra uno strano vecchio, il Nebbia.

### Terza puntata
Il Nebbia, che si proclama anche lui studioso di reperti, rivela a Luigi che Alberto Certaldo è riuscito a decifrare il geroglifico dell'urna misteriosa, contenente indicazioni per raggiungere una necropoli etrusca; l'ha suddiviso in due parti e una metà l'ha data a Marston, uno straniero a capo di una banda di trafficanti di opere d'arte. Luigi apre una finestra della casa rossa e nota lo yacht di Marston ormeggiato di fronte alla spiaggia. Decide di raggiungerlo in motoscafo e tenta di farsi ricevere da lui presentandosi sotto falso nome alla guardia del corpo. Riesce ad entrare nella stanza del trafficante, rivelando la sua vera identità e lo scopo per il quale è giunto lì. Marston lo accoglie malamente e lo invita ad andarsene, ma all'improvviso nel bel mezzo della conversazione Luigi scopre che l'uomo è rimasto ucciso da entità misteriose. Riesce a ritrovare la metà mancante dell'urna e a trafugarla fuggendo dallo yacht, ma quando ritorna alla casa rossa vi trova una scultrice che afferma di non aver mai visto né conosciuto il vecchio Nebbia. Alquanto perplesso, Luigi fa ritorno a Volterra in automobile, ma un informatore misterioso avverte la polizia del trafugamento dell'urna. Luigi, una volta giunto nella cittadina, viene bloccato e condotto di fronte a un magistrato; l'intervento del suo amico, l'avvocato Sergio, lo fa liberare ma una volta rientrati nell'automobile, i due si accorgono che l'urna è sparita misteriosamente. Mercani, il misterioso studioso di leggende, li osserva da lontano. Nel frattempo un certo Grimaldi è venuto a conoscenza degli ultimi accadimenti ed intima per telefono ad Alberto Certaldo di ritrovare la parte mancante dell'urna. Alberto decide di far sospendere i lavori di restauro e congeda Sandra, l'archeologa restauratrice, intimandole di lasciare la villa. Rimasto solo con Elisa, Alberto tenta di rivivere con lei le vicende del suo antenato negromante. Sandra, uscita dalla villa, incontra Mauro Spaccesi, un giovane archeologo giunto a Volterra con lo scopo di impedire lo spaccio clandestino dei reperti etruschi. Entra quindi in una serra, ma lì una mano misteriosa chiude la bombola dell'aria e apre quella del gas; Sandra rischia di morire, ma viene salvata dal pronto intervento di Luigi, che la mette al sicuro. Alberto Certaldo scopre che il suo antenato Giacomo aveva ucciso la sua donna, di nome Elisa, reputandola colpevole di tradimento; in una notte dove infuria un temporale, cerca di uccidere anche l'Elisa attuale, ma ancora una volta Luigi interviene per salvarla e portarla via con sé. Alberto Certaldo, sempre più sconvolto, giunge davanti al ritratto di donna non più velata rassomigliante ad Elisa ed esclama: "Tornerai! Lo so che tornerai!".

### Quarta puntata
Sotto una pioggia torrenziale, Luigi porta Elisa nel suo appartamento di Firenze; la donna gli rivela di essersi innamorata di lui. Nel frattempo Walter, il ragazzo medium, in trance, vede apparire sul comodino del suo letto una parte dell'urna misteriosa. Elisa ha ancora paura che Alberto Certaldo venga a cercarla per ucciderla; Luigi cerca di rassicurarla ma senza grandi esiti, perché Elisa sogna il misterioso fantasma di Giacomo Certaldo a cavallo. Nel frattempo Sandra incontra nuovamente Spaccesi, il giovane archeologo, e lo informa su quanto accaduto nella serra; lui dice che bisogna cercare al più presto l'urna e chiama la centrale di polizia. Sandra si allontana in motorino e in un vicolo incontra Walter, che porta con sé l'altra metà dell'urna; riesce a prenderlo ma viene inseguita da Grimaldi. La donna è costretta a proseguire a piedi perché il motorino non parte. Con uno stratagemma, riesce a seminarlo ma, scesa dalle scale di un palazzo, si trova la pistola puntata contro la schiena da parte di una persona misteriosa. Sandra è costretta a consegnargli l'urna e se ne va, sotto minaccia, senza voltarsi indietro. Luigi, una volta rientrato da far la spesa trova un biglietto con scritto "Alberto mi chiama. Devo tornare da lui". Telefona a Sergio, l'amico avvocato, che afferma di conoscere vagamente Elisa; Luigi teme che la donna sia stata plagiata dal cugino, ma l'avvocato non ne è convinto. Tornato a Volterra, Luigi incontra Sandra all'osteria; lei dice che Walter sta male. Arrivati a casa del ragazzo, lo trovano ancora in trance mentre farfuglia: "Quello che è già accaduto... accadrà ancora". Allude all'uccisione di Fosco, il tombarolo, e a dei guanti neri che sfiorano l'urna. Elisa è in pericolo; qualcuno è molto vicino a scoprire il segreto dell'urna. Arriva la zia di Walter a prendersi cura del ragazzo. Alberto Certaldo entra in un museo dove incontra Germani, il luogotenente di Marston, che gli comunica i suoi sospetti: l'altra metà dell'urna è in possesso di Sandra. Rientrato a Firenze, Luigi vede il fantasma di Giacomo Certaldo intento a dipingere un suo ritratto; si tratta di Mercani, che lo minaccia con la pistola. Trafugata la parte dell'urna, Luigi ingaggia un inseguimento sui tetti e Mercani a un certo punto mette un piede in fallo e precipita nel vuoto. Tornata alla villa di Alberto, Sandra si accorge, osservando bene il ritratto, che il viso è dipinto di fresco; Elisa si trova nella serra, Alberto nella necropoli sotterranea. Luigi invita Elisa a entrare in villa e nota che il velo della donna è stato ripristinato. Un urlo agghiacciante di Sandra li fa arrivare nel sottosuolo, dove trovano l'archeologa con l'urna in mano atterrita; Alberto Certaldo è stato ucciso con un pugnale conficcato nella schiena.

### Quinta puntata
Mentre tutti i protagonisti si accusano a vicenda di aver pugnalato Alberto, Luigi con una mossa a sorpresa si reca ad avvertire la polizia, lasciando Elisa a tenere sotto controllo Sandra con la pistola di Alberto. Viene però bloccato da Mauro Spaccesi, che gli rivela di non essere un archeologo con il compito di preservare i reperti etruschi, ma è anche lui un trafficante d'arte, complice di Grimaldi. Tornano alla villa e scoprono che Elisa e Sandra sono sparite portandosi dietro l'urna. Luigi viene condotto da Spaccesi da Grimaldi e, mentre cerca di avanzare sospetti, decidono di ritornare alla villa, ma lungo il percorso incontrano nuovamente il cavaliere fantasma e, per evitarlo, l'automobile sbanda e i due trafficanti muoiono sul colpo. Luigi, barcollante, viene salvato da Sergio, che non crede al suo racconto. Rientrati nella villa, il collaudatore scopre un passaggio segreto che conduce a una cripta sotterranea, dove trova i resti di Giacomo Certaldo e della donna del ritratto; lì comprende la verità, ma anche di essere in estremo pericolo: infatti è stata la stessa donna, duecento anni prima, a uccidere Giacomo, prima di rimanere bloccata dal crollo della volta; e così vuol fare la stessa Elisa, che ha ucciso Alberto Certaldo e, insieme a Sergio, aveva ideato un piano per incastrare Luigi nel traffico dei reperti con l'aiuto di Mercani, che dipingeva il velo sul ritratto di donna. Ma nemmeno Sergio sa chi sia veramente Elisa, e toltale la pistola di mano minaccia Luigi e Sandra di scavare per suo conto alla ricerca dei tesori etruschi sepolti. Ma un terremoto fa crollare la volta della necropoli e Sergio ed Elisa rimangono uccisi. Sandra e Luigi si mettono in salvo uscendo all'aperto e, rientrati a Volterra, scoprono che un secondo ritratto della donna era custodito in casa del ragazzo medium, Walter. Dopo aver rimosso il velo anche da quel ritratto, scoprendo ancora una volta Elisa, Sandra e Luigi lasciano definitivamente Volterra: lui probabilmente ritornerà a vivere di espedienti, mentre tra di loro forse nascerà un sentimento.

## Produzione

### Luoghi delle riprese

#### Volterra
La maggior parte delle riprese esterne inquadra strade e piazze della città di Volterra, tra cui piazza San Giovanni con il Duomo, via Franceschini (già via Campanile), piazzetta San Cristoforo, via Ricciarelli, piazza Martiri della Libertà. La residenza di Alberto Certaldo corrisponde alla villa di Roncolla, situata a pochi chilometri da Volterra, in direzione Siena. Il luogo dell'incontro con Fosco nella seconda puntata è la Badia Camaldolese, situata presso le Balze Volterrane, poco fuori dalla città. L'abitazione di Walter, il ragazzo medium, è in via Giusto Turazza. Nella terza puntata, l'edificio che fa da sfondo al dialogo tra Sandra e lo studente di archeologia è il Seminario Vescovile, con l'annessa chiesa di Sant'Andrea.
L'osteria Il Cacciatore, di fantasia, nello sceneggiato è ubicata presso vicolo degli Abbandonati, nella zona di Volterra conosciuta con il nome di "Laberinti" (o "Labirinti").
Le scene del museo dove si incontrano Grimaldi e Alberto Certaldo sono quelle del Museo etrusco Guarnacci, dove è conservata la statuetta della sigla iniziale, l'Ombra della sera.
La parte finale dell'ultima puntata è girata presso la chiesa di San Giusto.

#### Firenze
Nella scena iniziale della prima puntata Nino Castelnuovo si sposta con la macchina da piazza della Santissima Annunziata al Ponte alla Carraia, a Firenze, dove l'auto si blocca. Incontra il benzinaio in via de' Pecori e, prima di incontrare il meccanico Romano, transita in piazza del Duomo. All'inizio della quarta puntata Luigi porta Elisa al Lungarno Soderini 25; prima di incontrare Mercani passa per il Lungarno Vespucci e nuovamente al Ponte alla Carraia.

#### La costa
Le scene ambientate nella spiaggia furono girate nei pressi di Castiglione della Pescaia.

## Sigla
Nella sigla iniziale compare, come unico elemento, misterioso e vagamente inquietante nella fotografia, la famosa statuetta etrusca Ombra della sera, situata presso il Museo etrusco Guarnacci a Volterra.
I riassunti delle puntate precedenti, andati in onda nella seconda, terza, quarta e quinta puntata, sono letti da Maria Giovanna Elmi.

## Colonna sonora
Nella colonna sonora, oltre al famoso tema di Riz Ortolani, si ascoltano anche alcune canzoni: nella prima puntata, nella scena della festa, si ascoltano You've got a friend e Lay, Lady, Lay, mentre nella quarta si ascolta una canzone di Frank Sinatra.